# Novobiocina
Novobiocina, también conocida como albamicina o catomicina, es un antibiótico aminocumarina producido por la bacteria Streptomyces niveus ,que recientemente ha sido identificado como un sinónimo subjetivo de S. spheroides, un miembro de la orden de las actinobacterias o actinomycetes. Otros antibióticos de la clase de las aminocumarinas son la clorobiocina y la cumermicina A1. La Novobiocina fue nombrada por primera vez hacia la mitad de los años 50, ya que anteriormente se hablaba de estreptonivicina.
Las bases moleculares de la Novobiocina y otras drogas asociadas a ésta, nombradas anteriormente, han sido estudiadas. En resumen, las aminocumarinas son un potente inhibidor del ADN girasa bacteriano y sirven para marcar la subunidad GyrB de la enzima involucrada en la transducción de energía. La Novobiocina y los otros antibióticos aminocumarinas actúan como un inhibidor competente  de la reacción de la enzima ATPsintasa, catalizada por GyrB. La potencia de la Novobiocina es considerablemente mayor que la de las fluoroquinolonas que también actúan bloqueando la actividad de la ADN girasa aunque  afecta a otra parte del enzima, concretamente la subunidad A. La subunidad GyrB interviene en la actividad de ligación del ADN.

## Estructura
La Novobiocina es un éter aromático que puede ser dividido en tres partes: un derivado del ácido benzoico, un residuo cumarina  y el azúcar novobiosa. Gracias a estudios con Cristalografía de Rayos X se ha descubierto que el complejo droga-receptor de la Novobiocina con la ADN girasa muestra que el ATP y la Novobiocina presentan uniones de superposición en la molécula girasa. La superposición de la cumarina y los sitios de unión del ATP es fuerte con aminocumarinas, inhibidores competitivos de la actividad de ATP sintasa. 

## Relación estructura-función
En los experimentos para relacionar la estructura con la función se describió que la eliminación del grupo carbamoilo, localizado en el azúcar novobiosa, da lugar a una disminución de la actividad inhibidora de la Novobiocina. 

## Biosíntesis
Este antibiótico aminocumarina consiste en la unión de tres sustratos. La primera de las partes es el anillo A, un derivado prefana  de difosfato o pirofosfato de dimetilalilo. La fracción aminocumarina, denominada como anillo B, es un derivado de la L-tirosina. El último componente de la Novobiocina es el azúcar derivativo L-noviosa ,  y por lo tanto es el anillo C, derivado de la glucosa-1-fosfato. El grupo de genes biosintéticos para la Novobiocina fueron identificados por Heide y sus compañeros de trabajo en 1999 (publicado en 2000) de  Streptomyces spheroides NCIB 11891. Consiguieron identificar a 23 marcos abiertos de lectura (ORFs) más otros 11 ORFs que pueden desempeñar un papel en la biosíntesis de la Novobiocina. 

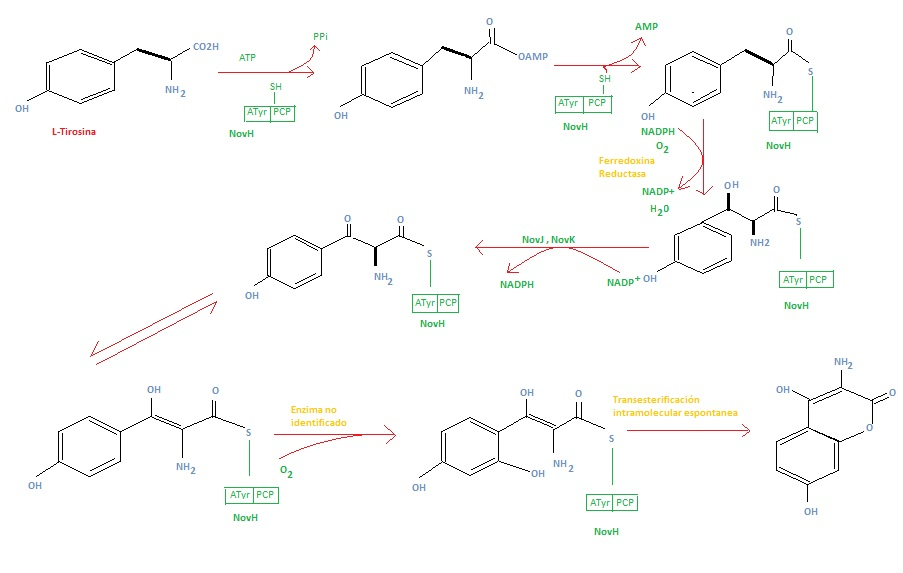
Figura 2 Sintesi anillo B

La biosíntesis del anillo A (ver Figura 1) empieza con el prefanato, que es un derivado de la ruta biosintética del ácido siquímico. La enzima NovF cataliza la descarboxilación  del prefanato, mientras reduce simultáneamente la nicotinamida adenina dinucleótido fosfato (NADP+) para producir NADPH. Después, la NovQ cataliza la substitución electrofílica del anillo fenil con pirofosfato de dimetilalilo (DMAPP), también conocido como prenilación. DMAPP puede provenir de la ruta del ácido mevalónico o la ruta de la biosíntesis de la desoxixilulosa. Seguidamente, la molécula de 3-dimetilalil-4-hidroxibenzoato es sometida a dos descarboxilaciones  oxidativas por la NovR y el oxígeno molecular. NovR es una oxigenasa del hierro no hemo con una única catálisis bifuncional. En la primera etapa, ambos oxígenos son incorporados mediante el oxígeno molecular mientras que en la segunda etapa sólo uno es incorporado, según lo determinado por los estudios de isótopos de etiquetado. Con esto, se completa la formación del anillo.        

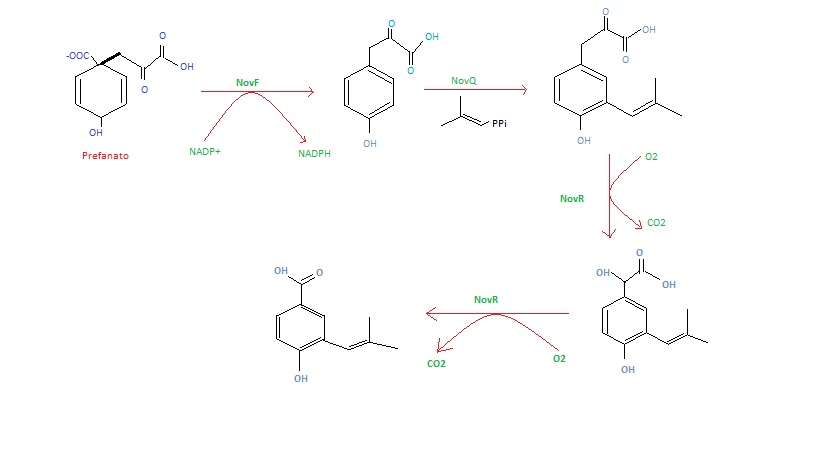
Figura 1

La biosíntesis del anillo B (ver Figura 2) empieza con el aminoácido L-Tirosina. Después es adenilado y tioeterificado en la proteína transportadora de peptilidl (PCP) de la NovH por la ATP y la NovH. NovI después modifica aún más la molécula de PCP oxidando la β-posición usando NADPH y oxígeno molecular. NovJ y NovK forman un heterodímero de J2K2, que es la forma activa de la oxigenasa bencílica. Este proceso usa NADP+ como un aceptor de hidrógenos en la oxidación del β-alcohol. Esta cetona preferirá  existir en una tautomería enólica en solución. A continuación, una proteína, que aún no se ha identificado, cataliza la oxidación selectiva del benceno (como se muestra en la Figura 2). Tras la oxidación, el intermediario va a ser espontáneamente lactonizado para formar el anillo aromático B y perderá NovH en el proceso.
La biosíntesis del anillo C (L-noviosa) se muestra en la Figura 3. Este proceso empieza con la Glucosa-1-fosfato donde NovV coge dTTP y reemplaza el grupo fosfato con un grupo dTDP. Seguidamente, NovT oxida el grupo 4-hidroxilo usando NAD+. El NovT también lleva a cabo la deshidroxilación de la posición 6 del azúcar. Después, NovW epimeriza la posición 3 del azúcar. La S-adenosil metionina (SAM) y NovU llevan a cabo la metilación de la posición 5. Finalmente, NovS reduce la posición 4 otra vez para lograr la epimerización de esta posición de la glucosa-1-fosfato inicial usando NADH.
Los anillos A, B y C se acoplan entre ellos y son modificados para obtener la molécula final de la novobiocina. Los anillos A y B se acoplan entre sí mediante la enzima NovL usando ATP para difosforilar el grupo carboxilato del anillo A, de modo que el carbonilo puede ser atacado por el grupo amino del anillo B. El compuesto resultante es metilizado por NovO y SAM antes de la glicosilación. Al anillo C (L-noviosa) se le añade, mediante NovM, el grupo hidroxilo derivado de la tirosina con la pérdida de dTDP. Otra metilación se lleva a cabo mediante NovP y SAM en la posición 4 del azúcar L-noviosa. Esta metilación permite a NovN carbamilar la posición 3 el azúcar.

## Uso clínico

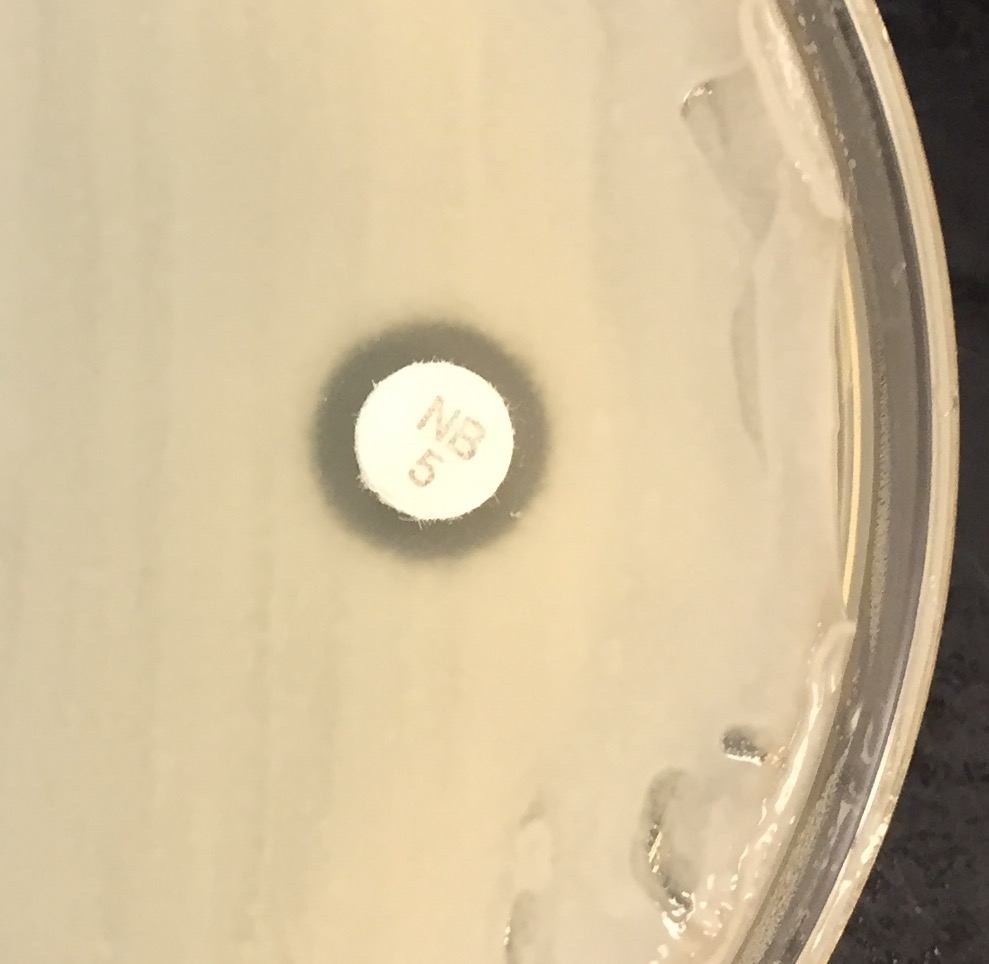
S. saphrophyticus en agar Mueller-Hinton exhibe resistencia a la novobiocina característica para la identificación de especies.

La novobiocina es activa frente el Staphylococcus epidermidis y puede usarse para diferenciarlo de los otros coagulasa-negativos, como el Staphylococcus saprophyticus, que son resistentes a la novobiocina.
La novobiocina fue autorizada para uso clínico con el nombre comercial de Albamycin (Pharmacia y Upjohn) en la década de los 60. Su eficacia ha sido demostrada mediante ensayos preclínicos y clínicos.  Desde entonces ha sido retirada del mercado. La Novobiocina es efectiva para el tratamiento de los MRSA.